# Lorándite
La lorándite è un minerale.
Il nome della lorándite è stato dato in onore di Loránd Eötvös (1848-1919), fisico di Budapest (Ungheria).

## Abito cristallino
Prismatico. Tabulare.
Corti prismatici secondo {110}, striati secondo {001}, prismatici secondo {201}, tabulare secondo {201}.

## Origine e giacitura
Insieme a realgar e talora a orpimento ed altri rari minerali di tallio (raguinite, imhofite, ecc.)
La genesi è idrotermale di bassa temperatura.
La lorándite sembra trovarsi associata a parecchio realgar. Il colore è rosso rubino, un po' più scuro della tinta del realgar, ma comunque abbastanza simile. Un altro indizio, per riconoscere il minerale è l'eccellente sfaldatura, mancante quasi del tutto al realgar. Come per il realgar, alcuni esemplari di lorandite, almeno quelli provenienti dalla Valle di Binn sono fortemente instabili alla luce e rovinano in uno stato di polvere.

## Forma in cui si presenta in natura
In cristalli prismatici.

## Località di ritrovamento
Nel giacimento di Alsar presso Mrežicko vicino a Duje in Macedonia del Nord, in questa miniera venivano trovati cristalli di parecchi centimetri associati a realgar e orpimento, pirite, antimonite e altri minerali rari di tallio (raguinite, vrbaite, parapierrotite, picotpaulite, ecc.).
Nel Wyoming (Stati Uniti), la lorandite è stata trovata nella miniera Rambler presso Encapment associata ad orpimento e realgar.
Inoltre il minerale è stato trovato nel giacimento di antimonio e mercurio del Tagikistan.
Qualche piccolo cristallo appuntito (bipiramidale), nettamente diverso dal minerale tabulare trovato negli altri giacimenti è stato trovato con eccezionale rarità nella dolomia di Lengenbach della Valle di Binn associato a altri minerali di tallio, ad esempio l'imhofite.

## Caratteristiche chimico-fisiche
- Solubile in acido nitrico[1].
- Pleocroismo: debole[3]
  - x: rosso porpora[2]
  - y: rosso arancio[2]
- Densità di elettroni: 4,68 gm/cc
- Idice di fermioni: 0,0014005193 [2]
- Indice di bosoni: 0,9985994807[2]
- Fotoelettricità: 1047,21 barn/elettroni[2]
- Dispersione: relativamente forte[3]
- Anisotropismo: forte[3]
- Colore nella luce riflessa: bianco-grigio bluastro[3]